# Miss Brasil Hispano-Americana
Miss Brasil Hispano-Americana não trata-se de um concurso de beleza e sim de um título dado a uma candidata bem posicionada no concurso Miss Mundo Brasil (que através do "Concurso Nacional de Beleza", envia candidatas brasileiras aos mais diversos concursos internacionais) para que esta represente sua beleza e cultura no tradicional Rainha Hispano-Americana. O concurso hispano é realizado anualmente de forma ininterrupta desde 1991. O Brasil se destaca no certame por estar em segundo no ranking de títulos, possuindo 5, ficando através da Venezuela, com 6. A última brasileira a ganhar o título foi a paranaense Vivian Noronha Cia, após ficar em segundo lugar e assumir o título que antes fora designado à mexicana Laura Zúñiga, presa meses depois por tráfico de drogas.

## Indicadas

### Representantes
| Ano  | Ref.   | Representante                                                                                        | Origem                                                                                               | Posição                                                                                              | Prêmios                                                                                              |
| ---- | ------ | --- | --- | --- | --- |
| 1991 | [ 3 ]  | Patrícia Maria Franco de Godói                                                                       | São Carlos, SP                                                                                       | Reina Sudamericana                                                                                   | Miss Simpatia                                                                                        |
| 1992 | [ 4 ]  | Karen Goudeu Matzenbacher                                                                            | Porto Alegre, RS                                                                                     | 3º. Lugar                                                                                            | |
| 1993 | [ 5 ]  | Mônica Regina Guimarães                                                                              | Curitiba, PR                                                                                         | | Melhor Traje Típico                                                                                  |
| 1994 | [ 6 ]  | Tatiane Possebon                                                                                     | Canoas, RS                                                                                           | | |
| 1995 | [ 7 ]  | Carolina Thaís Müller                                                                                | Santa Cruz do Sul, RS                                                                                | Reina Sudamericana                                                                                   | |
| 1996 | [ 8 ]  | Paula Denise Simon                                                                                   | Porto Alegre, RS                                                                                     | 4º. Lugar                                                                                            | |
| 1997 | [ 9 ]  | Elaine Denkewski                                                                                     | Campo Largo, PR                                                                                      | | |
| 1998 | [ 10 ] | Stely Andrade                                                                                        | Curitiba, PR                                                                                         | | |
| 1999 | [ 11 ] | Karen Larrea Köhler                                                                                  | Santa Maria, RS                                                                                      | 2º. Lugar                                                                                            | Miss Fotogenia · Melhor Traje Típico                                                                 |
| 2000 | [ 12 ] | Camila Piva Barbosa                                                                                  | Patos de Minas, MG                                                                                   | | |
| 2001 | [ 13 ] | Milena Manzatti                                                                                      | Campo Largo, PR                                                                                      | | |
| 2002 | [ 14 ] | Gisele de Oliveira Leite                                                                             | Macaé, RJ                                                                                            | 4º. Lugar                                                                                            | Melhor Figura                                                                                        |
| 2003 | [ 15 ] | Maria Cecília de Sousa Valarini                                                                      | Belo Horizonte, MG                                                                                   | Reina Sudamericana                                                                                   | |
| 2004 | [ 16 ] | Catarina de Lima Guerra                                                                              | Boa Vista, RR                                                                                        | 4º. Lugar                                                                                            | Miss Simpatia                                                                                        |
| 2005 | [ 17 ] | Francielly de Oliveira Araújo                                                                        | Goiânia, GO                                                                                          | | |
| 2006 | [ 18 ] | Francine Eickemberg Cruz                                                                             | Blumenau, SC                                                                                         | Reina Sudamericana                                                                                   | |
| 2007 | [ 19 ] | Jane de Sousa Borges                                                                                 | Goiânia, GO                                                                                          | 2º. Lugar                                                                                            | Melhor Sorriso                                                                                       |
| 2008 | [ 20 ] | Vivian Noronha Cia                                                                                   | Umuarama, PR                                                                                         | Reina Hispanoamericana                                                                               | Melhor Figura                                                                                        |
| 2009 | [ 21 ] | Lívia da Silva Nepomuceno                                                                            | Brasília, DF                                                                                         | 3º. Lugar                                                                                            | Chica Aerosur                                                                                        |
| 2010 | [ 22 ] | Suymara Barreto Parreira                                                                             | Belém, PA                                                                                            | 4º. Lugar                                                                                            | |
| 2011 | [ 23 ] | A mineira Tamara Almeida deixou a competição 3 dias antes da final devido à uma crise de diabetes.   | A mineira Tamara Almeida deixou a competição 3 dias antes da final devido à uma crise de diabetes.   | A mineira Tamara Almeida deixou a competição 3 dias antes da final devido à uma crise de diabetes.   | A mineira Tamara Almeida deixou a competição 3 dias antes da final devido à uma crise de diabetes.   |
| 2012 | [ 24 ] | Jeanine Cristiane de Castro                                                                          | Sete Lagoas, MG                                                                                      | 5º. Lugar                                                                                            | |
| 2013 | [ 25 ] | Kimberly Maciel                                                                                      | Videira, SC                                                                                          | | |
| 2014 | [ 26 ] | Raquel de Oliveira Benetti                                                                           | São Francisco de Paula, RS                                                                           | 8º. Lugar                                                                                            | |
| 2015 | [ 27 ] | Larissa Diniz Dienstmann                                                                             | Campo Grande, MS                                                                                     | | |
| 2016 | [ 28 ] | Mayra Benita Alves Dias                                                                              | Itacoatiara, AM                                                                                      | 3º. Lugar                                                                                            | Miss Personalidade Udabol                                                                            |
| 2017 | [ 29 ] | Laís Berté                                                                                           | Garibaldi, RS                                                                                        | 3º. Lugar                                                                                            | |
| 2018 | [ 30 ] | Isabele Pandini Nogueira                                                                             | São José do Rio Preto, SP                                                                            | 2º. Lugar                                                                                            | Chica Amazonas · Miss Patra Sports                                                                   |
| 2019 | [ 31 ] | Gabrielle Vilela de Souza                                                                            | Angra dos Reis, RJ                                                                                   | 2º. Lugar                                                                                            | Top 3 Melhor Corpo                                                                                   |
| 2020 | [ 32 ] | O concurso não foi realizado devido as restrições sociais impostas pela pandemia global de Covid-19. | O concurso não foi realizado devido as restrições sociais impostas pela pandemia global de Covid-19. | O concurso não foi realizado devido as restrições sociais impostas pela pandemia global de Covid-19. | O concurso não foi realizado devido as restrições sociais impostas pela pandemia global de Covid-19. |
| 2021 | [ 33 ] | Bruna Custódio Zanardo                                                                               | Laranjal Paulista, SP                                                                                | 6º. Lugar                                                                                            | Melhor Corpo · Chica Amazonas · ENSC                                                                 |
| 2022 | [ 34 ] | Guilhermina Montarroyos de Lira                                                                      | Moreno, PE                                                                                           | 3º. Lugar                                                                                            | +5 Prêmios Especiais 1                                                                               |
| 2023 | [ 35 ] | Cinthya Moura                                                                                        | Recife, PE                                                                                           | 3º. Lugar                                                                                            | Miss Piel Radiante Solaris                                                                           |
| 2025 | [ 36 ] | Júlia de Castro Rodrigues                                                                            | Divinópolis, MG                                                                                      | 6º. Lugar                                                                                            | |
| 2026 | [ 37 ] | Cássia Adriane de Araújo Bezerra                                                                     | Belém, PA                                                                                            | TBD                                                                                                  | |

1 Outorgado à Guilhermina: Miss Solaris Sport, Chica Amas, Mejor Bronceado Farfalla, Mejor Silueta Medical Center e Favorita dos Missólogos.

### Títulos por Estado
| Qtd | Estado             | Vitórias                                 |
| --- | ------------------ | ---------------------------------------- |
| 7   | Rio Grande do Sul  | 1992, 1994, 1995, 1996, 1999, 2014, 2017 |
| 5   | Paraná             | 1993, 1997, 1998, 2001, 2008             |
| 4   | Minas Gerais       | 2000, 2003, 2012, 2025                   |
| 3   | São Paulo          | 1991, 2018, 2021                         |
| 2   | Pará               | 2010, 2026                               |
| 2   | Pernambuco         | 2022, 2023                               |
| 2   | Rio de Janeiro     | 2002, 2019                               |
| 2   | Santa Catarina     | 2006, 2013                               |
| 2   | Goiás              | 2005, 2007                               |
| 1   | Amazonas           | 2016                                     |
| 1   | Mato Grosso do Sul | 2015                                     |
| 1   | Distrito Federal   | 2009                                     |
| 1   | Roraima            | 2004                                     |